# Gran Premi d'Alemanya del 1954
Resultats del Gran Premi d'Alemanya de Fórmula 1 de la temporada 1954, disputat al circuit de Nürburgring l'1 d'agost del 1954.

## Resultats
| Pos | No | Pilot                                 | Equip       | Voltes | Temps/ Retirada       | Pos. de sortida | Punts |
| --- | -- | ------------------------------------- | ----------- | ------ | --------------------- | --------------- | ----- |
| 1   | 18 | Juan Manuel Fangio                    | Mercedes    | 22     | 3h 45' 45. 8          | 1               | 8     |
| 2   | 1  | José Froilán González · Mike Hawthorn | Ferrari     | 22     | + 1' 36.5 min.        | 5               | 3     |
| 3   | 2  | Maurice Trintignant                   | Ferrari     | 22     | + 5' 08.6 min.        | 7               | 4     |
| 4   | 19 | Karl Kling                            | Mercedes    | 22     | + 6' 06.5 min.        | 23              | 4     |
| 5   | 7  | Sergio Mantovani                      | Maserati    | 22     | + 8' 50.5 min.        | 15              | 2     |
| 6   | 4  | Piero Taruffi                         | Ferrari     | 21     | + 1 Volta             | 13              |       |
| 7   | 15 | Harry Schell                          | Maserati    | 21     | + 1 Volta             | 14              |       |
| 8   | 25 | Louis Rosier                          | Ferrari     | 21     | + 1 Volta             | 11              |       |
| 9   | 24 | Robert Manzon                         | Ferrari     | 20     | + 2 Voltes            | 12              |       |
| 10  | 9  | Jean Behra                            | Gordini     | 20     | + 2 Voltes            | 9               |       |
| Ret | 14 | Prince Bira                           | Maserati    | 18     | Direcció              | 19              |       |
| Ret | 21 | Hermann Lang                          | Mercedes    | 10     | Virolla               | 13              |       |
| Ret | 11 | Clemar Bucci                          | Gordini     | 8      | Rodes                 | 16              |       |
| Ret | 22 | Theo Helfrich                         | Klenk - BMW | 8      | Motor                 | 21              |       |
| Ret | 20 | Hans Herrmann                         | Mercedes    | 7      | Pèrdua de combustible | 4               |       |
| Ret | 10 | Paul Frere                            | Gordini     | 4      | Rodes                 | 4               |       |
| Ret | 3  | Mike Hawthorn                         | Ferrari     | 3      | Transmissió           | 3               |       |
| Ret | 8  | Roberto Mieres                        | Maserati    | 2      | Pèrdua de combustible | 17              |       |
| Ret | 16 | Stirling Moss                         | Maserati    | 1      | Pressió de les rodes  | 3               |       |
| Ret | 12 | André Pilette                         | Gordini     | 0      | Suspensions           | 20              |       |
| NVS | 6  | Onofre Marimon                        | Maserati    |        | Accident Mortal       | 8               |       |
| NVS | 5  | Luigi Villoresi                       | Maserati    |        | Retirat               | 10              |       |
| NVS | 17 | Ken Wharton                           | Maserati    |        | Retirat               | 22              |       |

## Altres
- Pole: Juan Manuel Fangio 9' 50. 1

- Volta ràpida: Karl Kling 9' 55. 1 (a la volta 16)

- Cotxes compartits: Cotxe nº1: González (16 Voltes) i Hawthorn (6 Voltes).

- La mort del pilot Onofre Marimon a les pràctiques del GP va ser la primera mort de la F1.[1]